# Фіагдон
Фіагдон (ос. Фыййагдон) — гірська річка в Північній Осетії, права притока Ардона (басейн Терека). Витік річки розташований за 4 км на правому березі річки Ардон. Довжина річки становить 75 км.
Ущелина, якою протікає Фіагдон, називається Куртатинською і належить до Алагирського району Північної Осетії.
На річці стоять гірницьке селище Верхній Фіагдон, православний Аланський Свято-Успенський чоловічий монастир, кілька сіл, у тому числі нині нежилих.

## Назва
Назву річки в народі пов'язують із фіййаг — «дерев'яна лопата» і дон — «вода», «річка». За словами старожилів, колись Куртатинська ущелина була повністю вкрита густим лісом, а річка Фіагдон — мохом. Перші поселенці ущелини за допомогою лопат розчищали русло річки, щоб брати з неї воду.

## Дані водного реєстру
За даними державного водного реєстру Росії належить до Західно-Каспійського басейнового округу, водогосподарська ділянка річки — Ардон. Річковий басейн річки — річки басейну Каспійського моря міжріччя Тереку та Волги.
Код об'єкта в державному водному реєстрі — 07020000112108200003368 .